# Syzygium buettnerianum
Syzygium buettnerianum är en myrtenväxtart som först beskrevs av Karl Moritz Schumann, och fick sitt nu gällande namn av Franz Josef Niedenzu. Syzygium buettnerianum ingår i släktet Syzygium och familjen myrtenväxter. Inga underarter finns listade i Catalogue of Life.